# Festival panafricain du cinéma et de la télévision de Ouagadougou 1991
Le FESPACO 1991 est la 12e édition du Festival panafricain du cinéma et de la télévision de Ouagadougou. Il se déroule du 23 février au 2 mars 1991 à Ouagadougou au Burkina Faso.
Le thème de cette édition est Cinéma et environnement. Le colloque porte sur Partenariat et cinéma africain ».
Le film Tilaï d'Idrissa Ouedraogo décroche l'Étalon de Yennenga.

## Contexte
Depuis sa prise de pouvoir le 15 octobre 1987,  le capitaine Blaise Compaoré baptise la période post-révolutionnaire  « Rectification ». Une nouvelle constitution est adoptée par référendum et le 1er décembre 1991, Blaise Compaoré est élu président de la République. Mais, note Colin Dupré, « le fantôme de Sankara plane toujours sur Ouagadougou ». Le festival est à la recherche d'un nouveau souffle, les tensions de 1989 n'étant pas encore résorbées.
Dans un éditorial au numéro 0 du nouveau magazine Ecrans d'Afrique, Clément Tapsoba, secrétaire général de la FEPACI, insiste sur « les mutations technologiques et la miniaturisation individuelle des systèmes de réception satellite ». Il indique qu'au Burkina Faso, la société nationale de distribution cinématographique (Sonacib) a poussé la télévision nationale à ne plus programmer la série Dynasty durant le week-end pour ne pas faire concurrence aux salles. Mais face à l'inquiétude de voir les mutations audiovisuelles « tuer définitivement le cinéma africain », il rassure en soulignant l'augmentation du temps d'antenne qui constitue une chance pour les productions africaines.
Un nouveau prix Afrique en créations est décerné depuis 1990 en alternance au festival de Cannes et au Fespaco. Des accords privilégiés de coopération sont signés avec la France en 1991, qui « prennent acte de la position en pointe du Burkina-Faso dans le domaine du cinéma ». Ils sont paraphés, pour la France par Jacques Pelletier, ministre de la Coopération, et Dominique Wallon, directeur général du CNC, et pour le Burkina-Faso par Frédéric Korsaga, ministre du Plan et de la Coopération, et Nissi Joanny Traoré, directeur de la production cinématographique. Il prévoit notamment que les coproductions franco-burkinabè pourront désormais avoir accès aux mécanismes d'aides français. Largement issus du travail de Dominique Wallon, il est prévu qu'ils servent de modèle à d'autres accords bilatéraux.
Le siège du Fespaco qui se trouvait à la Cité An III est depuis décembre 1990 dans les locaux du Conseil économique et social près du Rond-point des États-Unis.

## Déroulement
Le film d'ouverture est A Karim Na Sala d'Idrissa Ouedraogo.
Aucun des films en compétition n'est réalisé par une femme. Première velléité de prendre la question en mains, un atelier est organisé sous l'égide de la FEPACI, du Fespaco et de Vues d'Afrique sur le thème Femmes, cinéma, télévision et vidéo en Afrique. Selon Claire Andrade-Watkins, « l'atelier a déclenché une vague d'émotion, de confusion et d'animosité qui a traversé tout le festival », avec des débats passionnés notamment dus au fait qu'au début de l'atelier, le président du panel a demandé aux non-Africains de quitter la réunion, ce qui déclencha beaucoup d'incompréhension et une discussion animée sur « ce qui constitue exactement un Africain ». Des femmes de la diaspora ont envoyé une lettre de protestation aux organisateurs du festival qui ont réagi par des « excuses embarrassées ». Dans son discours d'ouverture, Annette Mbaye d'Erneville a insisté sur l'importance de formuler « des propositions qui contribueront à assurer aux femmes la place qui leur revient » et « concevoir une structure de suivi ». L'atelier a ainsi produit une Déclaration des femmes africaines professionnelles du cinéma, de la télévision et de la vidéo pour une présence et une prise en compte plus significatives des femmes dans les cinémas d'Afrique. 
En résonance au colloque Partenariat et cinéma africain et à la suite de l’adoption d’une première résolution en 1991 par les Chefs d’États de la Francophonie réunis au Palais de Chaillot à Paris, une autre résolution de soutien est adoptée par les ministres africains de la culture lors de la 2ème édition des Journées internationales du partenariat audiovisuel (JIPA) pour l'établissement à Ouagadougou de la Cinémathèque africaine,.
Le déficit de 46 419 684 francs CFA laissé par l'édition 1989 plombe le budget de la 12ème édition dont le prévisionnel est de 300 020 000 FCFA, sans compter que les 6 millions de FCFA prévus par l'UNESCO ont été annulés. La somme est certes faible en comparaison des 117 millions de l’État burkinabè, des 150 millions du Danemark ou des 35 millions en nature de la Coopération française. Mais les 20 millions promis par la CEAO pour l'édition 1989 ne sont en outre toujours pas versés.
Chiffres. D'après Hamidou Ouédraogo, 60 pays participent et 160 films sont présentés, dont 55 en compétition. On compte plus d'une centaine de journalistes et près de 2 000 festivaliers.
Le Grand prix attribué à un film burkinabè provoque la liesse du public à la cérémonie de clôture et par la suite.

## Palmarès
| Prix                                  | Lauréat            | Film                                      | Pays         |
| Grand prix Étalon de Yennenga         | Idrissa Ouedraogo  | Tilaï                                     | Burkina Faso |
| Prix Oumarou Ganda                    | Adama Drabo        | Ta Dona (Au feu !)                        | Mali         |
| Prix d'interprétation féminine        | Mariatou Kouyaté   | Bamunan de Falaba Issa Traoré             | Mali         |
| Prix d'interprétation masculine       | Balla Moussa Keïta | Séré, le témoin de Mohamed Dansogo Camara | Guinée       |
| Prix du meilleur scénario             | Rachid Benhadj     | La Rose des sables (Louss)                | Algérie      |
| Mention spéciale pour la prise de son | Taïeb Louhichi     | Layla, ma raison                          | Tunisie      |
| Prix du meilleur court métrage        | Moncef Dhouib      | La Transe (El Hadhra)                     | Tunisie      |
| Prix de la meilleure musique          | Abdullah Ibrahim   | Tilaï d'Idrissa Ouedraogo                 | Burkina Faso |
| Prix de la meilleure image            | Michael Raeburn    | Jit                                       | Zimbabwe     |
| Prix du meilleur film documentaire    | Issiaka Konaté     | Yiri Kan (La Voix du bois)                | Burkina Faso |
| Prix Paul Robeson de la diaspora      | Felix de Rooy (en) | Almacita, Soul of Desolato                | Curaçao      |
| Mention spéciale (Prix Paul Robeson)  | Reece Auguiste     | Twilight City                             | Royaume-Uni  |
| Autre mention spéciale                | Bassek Ba Kobhio   | Sango Malo                                | Cameroun     |

Prix spéciaux
| Prix                                                                 | Lauréat            | Film                               | Pays                |
| Prix Afrique en créations - 1er prix                                 | Ousmane Sembène    | pour l'ensemble de son oeuvre      | Sénégal             |
| Prix Afrique en créations - 2ème prix                                | Moustapha Alassane | pour l'ensemble de son oeuvre      | Niger               |
| Prix spécial environnement                                           | Dani Kouyaté       | Tobbere Kossam (Poussière de lait) | Burkina Faso        |
| Prix Air Afrique                                                     | Issiaka Konaté     | Yiri Kan (La Voix du bois)         | Burkina Faso        |
| Prix TELCIPRO                                                        | David Achkar       | Allah Tantou                       | Guinée              |
| Prix ACCT                                                            | Adama Drabo        | Ta Dona (Au feu !)                 | Mali                |
| Prix de la critique africaine Paulin Soumanou Vieyra - long métrage  | Adama Drabo        | Ta Dona (Au feu !)                 | Mali                |
| Prix de la critique africaine Paulin Soumanou Vieyra - court métrage | Issiaka Konaté     | Yiri Kan (La Voix du bois)         | Burkina Faso        |
| Prix de la CEE                                                       | Issiaka Konaté     | Yiri Kan (La Voix du bois)         | Burkina Faso        |
| Prix de la CEE court métrage                                         | David-Pierre Fila  | Le Dernier des Babingas            | République du Congo |
| Prix INALCO                                                          | Adama Drabo        | Ta Dona (Au feu !)                 | Mali                |
| Prix OUA                                                             | Adama Drabo        | Ta Dona (Au feu !)                 | Mali                |
| Prix UNICEF promotion de la femme                                    | Mohamed Radi       | Rendez-vous avec le président      | Égypte              |
| Prix UNICEF regard de l'enfant                                       | Nigel Noble (en)   | Voices of Sarafina! (en)           | États-Unis          |